# Palazzo del Parlamento (Sudafrica)
Il Palazzo del Parlamento del Sudafrica (in inglese: Houses of Parliament of South Africa) è la sede del Parlamento del Sudafrica, si trova a Città del Capo.

## Storia
L'edificio fu inaugurato nel 1884. Negli anni 1920 il parlamento incaricò l'architetto Herbert Baker di costruire un'estensione dell'edificio, inclusa una nuova sala per la Camera dell'Assemblea. La vecchia sala dell'Assemblea divenne la sala da pranzo parlamentare, gestita dal dipartimento di ristorazione.
Nella mattinata del 2 gennaio 2022 un incendio è divampato negli uffici del terzo piano ed il palazzo è stato gravemente danneggiato.

## Descrizione
L'edificio originale del parlamento è stato progettato in stile neoclassico, incorporando le caratteristiche dell'architettura dei Paesi Bassi. Le aggiunte successive sono state progettate in modo da fondersi con l'edificio originale. Il complesso è stato dichiarato patrimonio nazionale dalla South African Heritage Resources Agency (SAHRA) e ha ricevuto lo status di patrimonio nazionale di grado 1, il grado più alto stabilito dalla SAHRA